# La Culture
Pour les articles homonymes, voir Culture (homonymie).
La Culture est une civilisation pan-galactique inventée par Iain Banks au travers de ses romans et nouvelles de science-fiction. Décrite avec beaucoup de précision et de détails, La Culture peut être considérée comme une utopie technique et philosophique à part entière. Il s'agit d'une société anarchiste : ni loi, ni hiérarchie, ni argent, ni propriété. Elle compte trente mille milliards de citoyens, mêlant dans une totale égalité humains, extraterrestres, drones et intelligences artificielles.

## Résumé
La Culture est une société post-pénurie vivant une économie de l'abondance : ses techniques de pointe offrent une richesse matérielle pratiquement illimitée et le confort à tous, gratuitement, et elle a quasiment supprimé la notion de biens. Elle a surmonté la quasi-totalité des contraintes physiques sur la vie, y compris la maladie et la mort, et est presque totalement égalitaire. Sa société est stable sans utilisation d'aucune forme de force ou de contrainte, sauf si nécessaire pour se protéger ou protéger les autres.
Les Mentaux, de puissantes intelligences artificielles, jouent un rôle important dans cette société. Elles administrent cette richesse pour le bénéfice de tous. Comme un commentateur l'a dit,

« En confiant toute la puissance à ces intelligences Artificielles, les "Mentaux", à la fois individualistes, parfois excentriques, mais toujours bienveillantes, Banks savait ce qu'il faisait, c'est le seul moyen pour que l'anarchie libérale puisse être atteinte, en prenant le meilleur de l'homme et en le plaçant au-delà de la corruption, ce qui signifie hors de contrôle de l'homme. Le danger impliqué dans cette étape d'imagination, cependant, est clair ; l'un des problèmes avec les romans [du cycle de] la Culture en tant que tels, c'est que les personnages centraux, les Mentaux, sont trop puissants et, pour le dire crûment, trop bons. »

— Chris Brown, Journal of International Studies, 2001.
Les protagonistes des romans sont donc le plus souvent des gens en marge de la Culture, des diplomates, espions ou des mercenaires, ceux qui interagissent avec d'autres civilisations, et qui font le sale boulot de la Culture visant à modifier ces sociétés pour les rapprocher de son idéal, parfois par la force, parfois par la corruption stratégique.

## Livres
Pour chaque volume est précisé le ou les personnages principaux.
- Une forme de guerre (titre original Consider Phlebas) (1987)
  - Bora Horza Gobuchul, un métamorphe.
- L'Homme des jeux (titre original The Player of Games) (1988)
  - Jernau Gurgeh, joueur-de-jeux culturien.
  - Flère-Imsaho, drone culturien.
  - Mahwrin-Skel, drone culturien.
  - Nicosar 1er, Empereur azadien.
- L'État des arts[2] (titre original The State of the Art) (1989) (retraduit sous le titre L'Essence de l'art dans le recueil du même nom en 2010)
  - Diziet Sma, culturienne, Circonstances Spéciales
  - Skaffen-Amtiskaw, drone culturien
- L'Usage des armes (titre original Use of Weapons) (1990)
  - Cheradenine Zakalwe, mercenaire
  - Diziet Sma, culturienne, Circonstances Spéciales
  - Skaffen-Amtiskaw, drone culturien
- Excession  (titre original Excession) (1996)
  - Service Couchettes, VSG(Excentrique) de classe Plaque
  - Byr Genar-Hofoen, culturien, Circonstances Spéciales
- Inversions  (titre original Inversions) (1998)
  - Vosill, docteur
  - Oelph, apprenti du docteur et narrateur
  - DeWar, garde du corps
  - Perrund, concubine du Protecteur
- Le Sens du vent (titre original Look to Windward) (2000)
  - Ziller, compositeur chelgrien.
  - Quilan, émissaire chelgrien.
  - Kabe, ambassadeur homomdan.
  - E. H. Tersono, drone culturien.
  - Uagen Zlepe, érudit culturien.
- Trames (titre original Matter) (2008)
  - Djan Seriy Anaplian, princesse sarle, agent de Circonstances Spéciales.
  - Ferbin Hausk, prince sarle.
  - Choubris Holse, serviteur sarle.
  - Oramen Hausk, prince sarle.
  - Tyl Loesp, général en  chef sarle.
- Les Enfers virtuels (titre original Surface Detail) (2010)
  - Joiler Veppers, Président et Premier Dirigeant de la Corporation Véperine, l'homme le plus riche de l'Habilitement Sichultien.
  - Hibin Jasken, chef de la sécurité et garde du corps de Joiler Veppers.
  - Lededje Y'breq, Sichultienne Intaillée pour dettes, propriété de Joiler Veppers.
  - Himerance, avatar du vaisseau de la Culture Moi Je Compte (UOL de classe Hooligan, Excentrique et Ultériorisée).
  - Demeisen, avatar du vaisseau de la Culture En Dehors Des Contraintes Morales Habituelles (UOG de Circonstances Spéciales).
  - Kreit Huen, ambassadrice de la Culture auprès de l'Habilitement Sichultien à Ubruater, sur Sichult, système de Quyne, Amas de Ruprine, Bras Un-un Près-du-Bout.
  - Vatueil, éternal soldat virtuel dans la confliction au sujet des Enfers Virtuels.
  - Yime Nsokyi (Prebeign-Frultesa Yime Leutze Nsokyi dam Volsh), agent de Quietus, branche de Contact chargée des morts du Virtuel et des Au-Delà.
- La Sonate Hydrogène (titre original The Hydrogen Sonata) (2012)
  - Lieutenant de réserve Vyr Cossont, musicienne.
  - Scoaliera Tefwe, ancienne amante de Ngaroe QiRia, plongée en hibernation.
  - Jonsker Ap-Candrechenat (drone).
  - T. C. Vilabier, auteur de la sonate hydrogène.
  - Eglyle Parinherm (androïde).

## Description de l'univers

### Contexte général
La Culture existe depuis 10 000 ans et s'étend sans cesse. En toile de fond de la plupart des romans est mentionnée la guerre idirane, narrée dans Une forme de guerre. Cette guerre a fait rage durant plusieurs décennies et causé des milliards de morts dans chaque camp.

### Pensée philosophique
La philosophie de la Culture n'est pas de détruire les sociétés qu'elle rencontre dans son inexorable expansion, mais de les englober, digérer, intégrer. La civilisation de la Culture s'est affranchie des contraintes liées à l'énergie, et profite donc de son abondance. Cette civilisation n'a ni lois ni règlements écrits, mais une foule de menus protocoles, ensembles de coutumes, manières de se comporter correctement. Les Culturiens sont souvent hédonistes et apprécient l'art. Hommes et femmes, êtres organiques et intelligences artificielles, y sont égaux en droits.

### Capacités technologiques
La principale caractéristique de la technologie de la Culture est sa perfection théorique et technique. À lire Iain M. Banks, il apparaît qu'elle n'est limitée par aucune matière première, s'est affranchie du problème de l'approvisionnement énergétique, maîtrise tous les procédés possibles dans quelque domaine que ce soit, et ne connaît de carences théoriques ou scientifiques d'aucune sorte. Toute recherche fondamentale, par exemple, semble avoir cessé d'être nécessaire. Au fond, rien ne lui est vraiment impossible, puisqu'elle a atteint ce seuil limite, qu'elle se garde bien de franchir, où l'étape suivante de l'évolution civilisationnelle consisterait en la Sublimation, un stade où une espèce / civilisation renonce à sa présence physique dans la galaxie pour atteindre une sorte de statut de divinité ou semi-divinité.
Un autre aspect technologique culturien est le gigantisme qui caractérise, par exemple, les orbitales ou Anneaux (cf. infra), et ses plus gros vaisseaux spatiaux. Ces derniers peuvent approcher de la taille d'une planète ; ils portent tous des noms plus ou moins sensés, qu'ils choisissent eux-mêmes (par exemple Passe-Moi le Flingue et Répète, Liste Consacrée de Pièces Détachées, Légèrement Saisi Sur le Grill de la Réalité, Jeune Voyou…) ;
L'intelligence artificielle a atteint un niveau de développement qui a élevé bien des machines au rang de créatures pensantes, dont certaines ont une intelligence bien supérieure à l'intelligence humaine. Les Mentaux, par exemple, qui sont les plus complexes, peuvent gérer toute une orbitale ou tout un vaisseau ; un exemple plus courant de cet état de fait est illustré par l'existence des drones ou des IA hébergées par les vaisseaux spatiaux.
Une autre caractéristique de la technologie culturienne porte sur le corps biologique, modifiable à volonté et personnalisable à outrance. Un citoyen peut, s'il le veut, changer de sexe ou de forme, ces processus étant réversibles et modifiables. Il peut subir une palette extrêmement large de traitements modifiant son génome et/ou ses organes. La modification des glandes est un autre grand domaine d'intervention de la technologie médicale de la Culture : il va de soi que tout citoyen est capable de produire à volonté à partir de ses glandes endocrines tout un éventail de substances chimiques (ou hormones) qui se répandent dans son corps, lui permettant d'atteindre instantanément divers états physiologiques ou mentaux pour combattre efficacement fatigue et douleur, penser plus rapidement, atteindre une vigilance extrême ou un calme olympien, etc. Le procédé est exempt de tout effet secondaire indésirable et déplaisant : les citoyens sont responsables des psychotropes qu'ils veulent sécréter. 
La Culture ne connaît pas la maladie. Si la mutilation, la difformité, voire la laideur, existent en son sein, elles servent de témoignage volontaire à quelques individus de la « confiance sociétale », comme « un pied de nez collectif au fonctionnement de la destinée brute et à l'ancienne tyrannie, depuis longtemps renversée, de l'aberration génétique, des blessures et pestilences transmissibles ». D'une manière générale, un citoyen lambda exerce un contrôle très étendu sur son corps et son esprit, il est doté d'une longévité substantielle, d'une immunité complète, et d'une amplification des sens (par exemple, vue beaucoup plus perçante et perception de la lumière dans l'infra-rouge et l'ultra-violet). Il lui est également possible de ressusciter, grâce à de minuscules dispositifs capables de sauvegarder « l'âme ». De ce fait, beaucoup de Culturiens s'adonnent à des sports extrêmes comme l'escrime en nu intégral, le rafting sur magma, l'escalade libre en haute montagne, etc.
Sur le plan théorique, la Culture maîtrise entre autres l'antimatière, l'antigravité, la téléportation (qui reste rare), les champs de force, et sait annuler la force d'inertie. On compte au nombre de ses réalisations techniques : 
- des robots volants ou drones ;
- EAM, armes à effondrement anti-matière ;
- Effecteur, instrument qui neutralise les équipements électroniques ;
- Mental, supercalculateur intelligent et conscient. Poids : 15 000 tonnes ; composition : millions de composants ; dimensions : 15 mètres de long sur 3 mètres de large ;
- Mégavaisseaux, paquebots gigantesques qui pèsent un milliard de tonnes ;
- Mémoformes, petits objets qui peuvent changer de formes et devenir des armes ;
- Microdrones, drones de très petite taille, souvent en forme d'insectes ;
- Orbitales et anneaux, des habitats artificiels géants en orbite autour d'un soleil. L'atmosphère à leur surface est maintenue par des murs-limites d'un kilomètre de haut ;
- SOERC, système offensif à émission de rayonnement cohérent (arme laser) ;
- Unités gauchisseuses pour se déplacer dans l'hyperespace ;
- UOR, unités offensives rapides ;
- UCG, unités de contact générales ;
- VSI, Véhicules systèmes intermédiaire, et VSM, véhicules systèmes médium ;
- VSG, Véhicules systèmes généraux, immenses vaisseaux spatiaux pouvant transporter des milliards d'habitants.

Les drones adoptent des tailles et des formes variables, mais ils ont pour point commun de ne pas ressembler à des humains. On les considère comme des citoyens à part entière. Leurs émotions sont retranscrites par la couleur de leur champ-aura : 
- Blanc, colère ;
- Argent, ne pas déranger ;
- Arc-en-ciel, confusion ;
- Gris, frustration ;
- Brun, déplaisir ;
- Bleu, formel ;
- Violet, contrition ;
- Rose, amusement ;
- Rouge, plaisir / amusement ;
- Rouge (en stries), ton de la plaisanterie ;
- Vert, amitié ;
- Jaune-vert, douceur et amabilité ;
- Clignotement, hésitation.

### Organisation sociétale
La Culture compte environ trente mille milliards d'habitants répartis dans toute la galaxie. Elle est présentée comme une société humanoïde semi-démocratique et semi-anarchique, hédoniste et libérale qui a confié une large part de son fonctionnement à des intelligences artificielles appelées les Mentaux.
Les citoyens de la Culture peuvent ainsi se consacrer librement à leurs loisirs.
La Culture est présentée comme une société éprise de justice, égalitaire et normative. Elle dispose de lois qui définissent la nature humaine, le degré d'intelligence, et la durée souhaitable de l'existence humaine. Les citoyens de la Culture décident eux-mêmes du moment de leur mort.
La section diplomatique de la Culture s'appelle Contact et sa section d'espionnage et de renseignement Circonstances spéciales (ou CS).
La Culture est essentiellement une société sans monnaie, mais à certaines phases de son histoire et dans certains endroits, la monnaie en cours est le Crédit Aoïen. Les Crédits sont échangeables contre un élément stable quelconque, une surface d'Orbitale disponible ou contre un Ordinateur de rapidité et de puissance données.
La langue de la Culture est le marain, un langage extraordinairement sophistiqué.

### Biodiversité galactique
Qu'elle soit végétale, animale, artificielle ou éthérée (les Sublimés), la galaxie banksienne grouille d'une vie qui a pris les formes les plus diverses. À l'inverse d'un Isaac Asimov qui postule une galaxie vide, où la véritable biodiversité n'a existé que sur Terre et où l'homme ne rencontre au mieux que quelques lichens et de rares mammifères peu évolués, un des aspects les plus attrayants de l'univers de Iain M. Banks est son exubérante vitalité. Il évoque un peuplement de millions d'espèces, de centaines de types différents d'espèces, sans compter les civilisations comptant plus de machines que de créatures biologiques.
Les relations entre espèces sont régies par des codes bien précis afin de maintenir un état de paix global dans la galaxie.
Parmi celles-ci, la pan-humanité qui est la principale composante sociale de La Culture, une diaspora d'espèces humaines et humanoïdes dispersée dans toute la galaxie.

### Les Idirans
Les Idirans sont la principale espèce à laquelle est confrontée la Culture dans Une forme de guerre.

#### Physiologie
Les Idirans sont des aliens biologiquement immortels. Ce sont des tripèdes de très grande taille recouverts d'écailles de kératine et leur tête triangulaire arbore un visage en creux.
Les Idirans sont hermaphrodites : ils s'autofécondent en couple et perdent leurs organes sexuels après leur premier ou deuxième enfant. Cette modification majeure de leur corps entraîne un renforcement physiologique de leur musculature et de leur vitalité : ils grandissent d'un mètre et doublent de poids. Psychologiquement, cette transformation de leur métabolisme leur fait gagner en cruauté et en logique, ce qu'ils perdent en imagination et en sensibilité.

#### Organisation sociétale
La société des Idirans est basée sur des fondements religieux et structurée de manière rigide. Les Idirans ne connaissent pas le concept d'individualité ou d'intérêt particulier. Ils se considèrent comme des élus de Dieu, la religion-philosophie unique qui gouverne leur mode de vie est la foi dans l'ordre et dans l'existence d'une place pour chacun dans l'univers. C'est la raison pour laquelle ils vénèrent leur planète Idir et croient en la prédétermination des lieux : lorsque chacun aura trouvé sa place dans l'univers, Dieu - content de l'ordre rétabli - apportera la paix.
Cette race de guerriers révère des valeurs comme la bravoure, le sacrifice, le sens de l'honneur et la gloire de la mort au combat. S'ils subissent une grave humiliation ou sont victimes d'une lourde infamie, ces immortels peuvent se mettre en transe pour se suicider. Contrairement aux citoyens de la Culture, ils ne se protègent pas contre la douleur afin de mieux affirmer leur mépris pour les souffrances physiques.
Les Idirans vivent en symbiose sociale avec les medjels, des lézards à six pattes qui sont à leur service. C'est de cette symbiose que les Idirans tirent leur immortalité.

#### Outils technologiques
La très haute technologie des Idirans est d'un niveau légèrement inférieur à celui de la Culture, ce qui ne les empêche pas de considérer les races humanoïdes avec mépris. Ils disposent d'une espèce d'animal-gauchisseur : le chuy-hirtsi.

#### Comparaison Idirans /Culture
Dans Une forme de guerre, le métamorphe Bora Horza Gobuchul expose les raisons de son mépris en comparant la civilisation des Idirans à celle de la Culture :
- Créatures biologiquement immortelles / citoyens artificiellement immortels
- Race unique à l'histoire linéaire / race bâtarde aux origines et croisements obscurs
- Refus de modifier son code génétique / interventions dans son propre patrimoine génétique
- 45 000 ans d'histoire sur une même planète / diaspora intergalactique
- Régime théocratique / anarchie libérale
- Primauté de la communauté / primat de l'individualisme
- Postulat de la supériorité de la race idirane / égalité de droit de toutes les races de l'univers
- Croyance en une mission divine de la race tout entière / destinée de la Culture déléguée aux machines (Mentaux)
- Stabilité et rigidité immuable des critères dictés par la religion / flou des lois et règlements soumis aux aléas démocratiques
- Aucun doute sur le sens de leur vie / doutes existentiels, recherche du moyen de ne pas se sentir inutile
- Effacement de soi et foi dans les sacrifices / attachement à l'individualité
- Mépris de la douleur / recherche du plus grand confort, crainte de la douleur